# Polypodiales
Red Polypodiales obuhvata glavne loze polipodnih paprati, koje čine više od 80% današnjih vrsta paprati. Nalaze se u mnogim delovima sveta, uključujući tropska, polutropska i umerena područja.

## Taksonomija
|  | Salviniales                                                                            |
|  |                                                                                        |
|  | \| \| Cyatheales \| \| \| \| \| \| Polypodiales (6 suborders, 26 families) \| \| \| \| |
|  |                                                                                        |
|  | Cyatheales                                                                             |
|  |                                                                                        |
|  | Polypodiales (6 suborders, 26 families)                                                |
|  |                                                                                        |

|  | Cyatheales                              |
|  |                                         |
|  | Polypodiales (6 suborders, 26 families) |
|  |                                         |

|  | Salviniales                                                                            |
|  |                                                                                        |
|  | \| \| Cyatheales \| \| \| \| \| \| Polypodiales (6 suborders, 26 families) \| \| \| \| |
|  |                                                                                        |
|  | Cyatheales                                                                             |
|  |                                                                                        |
|  | Polypodiales (6 suborders, 26 families)                                                |
|  |                                                                                        |

|  | Cyatheales                              |
|  |                                         |
|  | Polypodiales (6 suborders, 26 families) |
|  |                                         |

|  | Salviniales                                                                            |
|  |                                                                                        |
|  | \| \| Cyatheales \| \| \| \| \| \| Polypodiales (6 suborders, 26 families) \| \| \| \| |
|  |                                                                                        |
|  | Cyatheales                                                                             |
|  |                                                                                        |
|  | Polypodiales (6 suborders, 26 families)                                                |
|  |                                                                                        |

|  | Cyatheales                              |
|  |                                         |
|  | Polypodiales (6 suborders, 26 families) |
|  |                                         |

|  | Salviniales                                                                            |
|  |                                                                                        |
|  | \| \| Cyatheales \| \| \| \| \| \| Polypodiales (6 suborders, 26 families) \| \| \| \| |
|  |                                                                                        |
|  | Cyatheales                                                                             |
|  |                                                                                        |
|  | Polypodiales (6 suborders, 26 families)                                                |
|  |                                                                                        |

|  | Cyatheales                              |
|  |                                         |
|  | Polypodiales (6 suborders, 26 families) |
|  |                                         |

|  | Salviniales                                                                            |
|  |                                                                                        |
|  | \| \| Cyatheales \| \| \| \| \| \| Polypodiales (6 suborders, 26 families) \| \| \| \| |
|  |                                                                                        |
|  | Cyatheales                                                                             |
|  |                                                                                        |
|  | Polypodiales (6 suborders, 26 families)                                                |
|  |                                                                                        |

|  | Cyatheales                              |
|  |                                         |
|  | Polypodiales (6 suborders, 26 families) |
|  |                                         |

|  | Salviniales                                                                            |
|  |                                                                                        |
|  | \| \| Cyatheales \| \| \| \| \| \| Polypodiales (6 suborders, 26 families) \| \| \| \| |
|  |                                                                                        |
|  | Cyatheales                                                                             |
|  |                                                                                        |
|  | Polypodiales (6 suborders, 26 families)                                                |
|  |                                                                                        |

|  | Cyatheales                              |
|  |                                         |
|  | Polypodiales (6 suborders, 26 families) |
|  |                                         |

|  | Salviniales                                                                            |
|  |                                                                                        |
|  | \| \| Cyatheales \| \| \| \| \| \| Polypodiales (6 suborders, 26 families) \| \| \| \| |
|  |                                                                                        |
|  | Cyatheales                                                                             |
|  |                                                                                        |
|  | Polypodiales (6 suborders, 26 families)                                                |
|  |                                                                                        |

|  | Cyatheales                              |
|  |                                         |
|  | Polypodiales (6 suborders, 26 families) |
|  |                                         |

|  | Salviniales                                                                            |
|  |                                                                                        |
|  | \| \| Cyatheales \| \| \| \| \| \| Polypodiales (6 suborders, 26 families) \| \| \| \| |
|  |                                                                                        |
|  | Cyatheales                                                                             |
|  |                                                                                        |
|  | Polypodiales (6 suborders, 26 families)                                                |
|  |                                                                                        |

|  | Cyatheales                              |
|  |                                         |
|  | Polypodiales (6 suborders, 26 families) |
|  |                                         |

|  | Salviniales                                                                            |
|  |                                                                                        |
|  | \| \| Cyatheales \| \| \| \| \| \| Polypodiales (6 suborders, 26 families) \| \| \| \| |
|  |                                                                                        |
|  | Cyatheales                                                                             |
|  |                                                                                        |
|  | Polypodiales (6 suborders, 26 families)                                                |
|  |                                                                                        |

|  | Cyatheales                              |
|  |                                         |
|  | Polypodiales (6 suborders, 26 families) |
|  |                                         |

|  | Salviniales                                                                            |
|  |                                                                                        |
|  | \| \| Cyatheales \| \| \| \| \| \| Polypodiales (6 suborders, 26 families) \| \| \| \| |
|  |                                                                                        |
|  | Cyatheales                                                                             |
|  |                                                                                        |
|  | Polypodiales (6 suborders, 26 families)                                                |
|  |                                                                                        |

|  | Cyatheales                              |
|  |                                         |
|  | Polypodiales (6 suborders, 26 families) |
|  |                                         |

|  | Salviniales                                                                            |
|  |                                                                                        |
|  | \| \| Cyatheales \| \| \| \| \| \| Polypodiales (6 suborders, 26 families) \| \| \| \| |
|  |                                                                                        |
|  | Cyatheales                                                                             |
|  |                                                                                        |
|  | Polypodiales (6 suborders, 26 families)                                                |
|  |                                                                                        |

|  | Cyatheales                              |
|  |                                         |
|  | Polypodiales (6 suborders, 26 families) |
|  |                                         |

|  | Salviniales                                                                            |
|  |                                                                                        |
|  | \| \| Cyatheales \| \| \| \| \| \| Polypodiales (6 suborders, 26 families) \| \| \| \| |
|  |                                                                                        |
|  | Cyatheales                                                                             |
|  |                                                                                        |
|  | Polypodiales (6 suborders, 26 families)                                                |
|  |                                                                                        |

|  | Cyatheales                              |
|  |                                         |
|  | Polypodiales (6 suborders, 26 families) |
|  |                                         |

|  | Salviniales                                                                            |
|  |                                                                                        |
|  | \| \| Cyatheales \| \| \| \| \| \| Polypodiales (6 suborders, 26 families) \| \| \| \| |
|  |                                                                                        |
|  | Cyatheales                                                                             |
|  |                                                                                        |
|  | Polypodiales (6 suborders, 26 families)                                                |
|  |                                                                                        |

|  | Cyatheales                              |
|  |                                         |
|  | Polypodiales (6 suborders, 26 families) |
|  |                                         |

|  | Salviniales                                                                            |
|  |                                                                                        |
|  | \| \| Cyatheales \| \| \| \| \| \| Polypodiales (6 suborders, 26 families) \| \| \| \| |
|  |                                                                                        |
|  | Cyatheales                                                                             |
|  |                                                                                        |
|  | Polypodiales (6 suborders, 26 families)                                                |
|  |                                                                                        |

|  | Cyatheales                              |
|  |                                         |
|  | Polypodiales (6 suborders, 26 families) |
|  |                                         |

|  | Salviniales                                                                            |
|  |                                                                                        |
|  | \| \| Cyatheales \| \| \| \| \| \| Polypodiales (6 suborders, 26 families) \| \| \| \| |
|  |                                                                                        |
|  | Cyatheales                                                                             |
|  |                                                                                        |
|  | Polypodiales (6 suborders, 26 families)                                                |
|  |                                                                                        |

|  | Cyatheales                              |
|  |                                         |
|  | Polypodiales (6 suborders, 26 families) |
|  |                                         |

|  | Salviniales                                                                            |
|  |                                                                                        |
|  | \| \| Cyatheales \| \| \| \| \| \| Polypodiales (6 suborders, 26 families) \| \| \| \| |
|  |                                                                                        |
|  | Cyatheales                                                                             |
|  |                                                                                        |
|  | Polypodiales (6 suborders, 26 families)                                                |
|  |                                                                                        |

|  | Cyatheales                              |
|  |                                         |
|  | Polypodiales (6 suborders, 26 families) |
|  |                                         |

## Literatura
- Bernhardi, J. Jacob (1806). „Dritter Versuch einer Anordnung der Farrnkräuter”. Neues Journal für die Botanik (на језику: немачки). 1 (2): 1—50.
- Chase, Mark W.; Reveal, James L. (2009). „A phylogenetic classification of the land plants to accompany APG III”. Botanical Journal of the Linnean Society. 161 (2): 122—127. doi:10.1111/j.1095-8339.2009.01002.x .
- Christenhusz, M. J. M.; Zhang, X. C.; Schneider, H. (18. 2. 2011). „A linear sequence of extant families and genera of lycophytes and ferns”. Phytotaxa. 19 (1): 7. doi:10.11646/phytotaxa.19.1.2 .
- Christenhusz, Maarten J.M.; Chase, Mark W. (2014). „Trends and concepts in fern classification”. Annals of Botany. 113 (4): 571—594. PMC 3936591 . PMID 24532607. doi:10.1093/aob/mct299.
- Christenhusz, Maarten JM; Byng, J. W. (2016). „The number of known plants species in the world and its annual increase”. Phytotaxa. 261 (3): 201—217. doi:10.11646/phytotaxa.261.3.1 . Непознати параметар |name-list-style= игнорисан (помоћ)
- Lehtonen, Samuli (2011). „Towards Resolving the Complete Fern Tree of Life”. PLoS ONE. 6 (10): e24851. Bibcode:2011PLoSO...624851L. PMC 3192703 . PMID 22022365. doi:10.1371/journal.pone.0024851 .
- Pryer, Kathleen M.; Schneider, Harald; Smith, Alan R.; Cranfill, Raymond; Wolf, Paul G.; Hunt, Jeffrey S.; Sipes, Sedonia D. (2001). „Horsetails and ferns are a monophyletic group and the closest living relatives to seed plants”. Nature. 409 (6820): 618—622. Bibcode:2001Natur.409..618S. PMID 11214320. S2CID 4367248. doi:10.1038/35054555.
- Pteridophyte Phylogeny Group (новембар 2016). „A community-derived classification for extant lycophytes and ferns”. Journal of Systematics and Evolution. 54 (6): 563—603. S2CID 39980610. doi:10.1111/jse.12229 .
- Ranker, Tom A.; Haufler, Christopher H., ур. (2008). Biology and Evolution of Ferns and Lycophytes. Cambridge University Press. ISBN 978-0-521-87411-3.
- Schneider, Harald; Schuettpelz, Eric; Pryer, Kathleen M.; Cranfill, Raymond; Magallón, Susana; Lupia, Richard (1. 4. 2004). „Ferns diversified in the shadow of angiosperms”. Nature. 428 (6982): 553—557. Bibcode:2004Natur.428..553S. PMID 15058303. doi:10.1038/nature02361 .
- Schneider, Harald; Smith, Alan R.; Pryer, Kathleen M. (1. 7. 2009). „Is Morphology Really at Odds with Molecules in Estimating Fern Phylogeny?”. Systematic Botany. 34 (3): 455—475. S2CID 85855934. doi:10.1600/036364409789271209.
- Smith, Alan R.; Kathleen M. Pryer; Eric Schuettpelz; Petra Korall; Harald Schneider; Paul G. Wolf (2006). „A classification for extant ferns” (PDF). Taxon. 55 (3): 705—731. JSTOR 25065646. doi:10.2307/25065646.
- Smith, Alan R.; Pryer, Kathleen M.; Schuettpelz, Eric; Korall, Petra; Schneider, Harald; Wolf, Paul G. Fern classification (PDF). стр. 417—467.[мртва веза], in Ranker & Haufler (2008)
- Li, F. W.; Villarreal, J. C.; Kelly, S.; Rothfels, C. J.; Melkonian, M.; Frangedakis, E.; Ruhsam, M.; Sigel, E. M.; Der, J. P.; Pittermann, J.; Burge, D. O.; Pokorny, L.; Larsson, A.; Chen, T.; Weststrand, S.; Thomas, P.; Carpenter, E.; Zhang, Y.; Tian, Z.; Chen, L.; Yan, Z.; Zhu, Y.; Sun, X.; Wang, J.; Stevenson, D. W.; Crandall-Stotler, B. J.; Shaw, A. J.; Deyholos, M. K.; Soltis, D. E.;  . (2014). „Horizontal transfer of an adaptive chimeric photoreceptor from bryophytes to ferns”. Proceedings of the National Academy of Sciences of the United States of America. 111 (18): 6672—6677. Bibcode:2014PNAS..111.6672L. PMC 4020063 . PMID 24733898. doi:10.1073/pnas.1319929111 .
- Eric Schuettpelz. The evolution and diversification of epiphytic ferns. PhD Thesis Duke University 2007 Архивирано на веб-сајту  (20. јун 2010)
- Michael Hassler and Brian Swale. Checklist of Ferns and Fern Allies 2001
- Australian National Botanic Gardens. A classification of the ferns and their allies